# Polymera pulchricornis
Polymera pulchricornis är en tvåvingeart som beskrevs av Alexander 1914. Polymera pulchricornis ingår i släktet Polymera och familjen småharkrankar.
Artens utbredningsområde är Guyana. Inga underarter finns listade i Catalogue of Life.